# Обыкновенный поясохвост
Обыкновенный поясохвост (Cordylus cordylus) — вид ящериц из семейства поясохвостов.
Общая длина 30 см. Спина имеет коричневый, тёмно-бурый цвет. Брюхо оливкового или желтоватого цвета. Туловище стройное, покрыто поперечными рядами ребристых чешуек, на брюхе они переходят в пластинчатые щитки. На голове большие бугорчатые щитки. Голова сжата, по бокам мелкая чешуя. Хвост покрыт крупной чешуёй, которая расположена правильными широкими поперечными поясами. По бокам хвоста имеются шипы. Конечности короткие, мощные, когти цепкие.
Любит скалы, ущелья, горные места. Живёт большими группами. Прячется в щелях. Активен днём. Питается беспозвоночными, ящерицами, растениями, фруктами.
Яйцеживородящая ящерица. Самка рождает осенью 1—2 детёнышей.
Эндемик Африки. Обитает на юге континента в Капской провинции Южно-Африканской республики, встречается также в Лесото.